# Staiceles pagasts
Staiceles pagasts er en territorial enhed i Alojas novads i Letland. Pagasten havde 676 indbyggere i 2010 og omfatter et areal på 258,30 kvadratkilometer. Hovedbyen i pagasten er Staicele.